# Las Brisas, Chiapas
Las Brisas är en ort i Mexiko.   Den ligger i kommunen Siltepec och delstaten Chiapas, i den sydöstra delen av landet, 800 km sydost om huvudstaden Mexico City. Las Brisas ligger 2 624 meter över havet och antalet invånare är 123.
Terrängen runt Las Brisas är bergig åt nordväst, men åt sydost är den kuperad. Las Brisas ligger uppe på en höjd. Runt Las Brisas är det ganska tätbefolkat, med 83 invånare per kvadratkilometer. Närmaste större samhälle är Motozintla de Mendoza, 19,7 km söder om Las Brisas. I omgivningarna runt Las Brisas växer i huvudsak blandskog.